# مقاطعة دنا
مقاطعة دنا (بالفارسية: شهرستان دنا) هي مقاطعة تقع في إيران في كهكیلویه وبویر أحمد. يقدر عدد سكانها بـ 52,242 نسمة .